# Nick Hagglund
Nicholas Stuart Hagglund (Cincinnati, 14 settembre 1992) è un calciatore statunitense, difensore del FC Cincinnati.

## Carriera
Hagglund viene selezionato ai Draft 2014 come 10ª scelta dal Toronto FC.
Il 5 aprile 2014 debutta professionisticamente nella partita vinta per 2-0 contro il Columbus Crew.
Il 27 settembre segna le sue prime due reti nel match vinto per 3-2 contro il Portland Timbers.
Nell'agosto 2015 viene mandato in prestito, per un periodo di pochi mesi, alla squadra Riserve di Toronto, militante nella USL.
Il 30 novembre 2016 segna la rete del 3-2 contro il Montreal Impact che manda le squadre ai supplementari dove Toronto segna altre sue reti qualificandosi così, per la prima volta nella sua storia, alla finale della MLS.
Il 23 gennaio 2019 passa alla nuova squadra della lega americana, FC Cincinnati.

## Statistiche

### Presenze e reti nei club
Statistiche aggiornate al 23 giugno 2024.
| Stagione             | Squadra              | Campionato           | Campionato | Campionato | Coppe nazionali | Coppe nazionali | Coppe nazionali | Coppe continentali | Coppe continentali | Coppe continentali | Altre coppe | Altre coppe | Altre coppe | Totale | Totale |
| Stagione             | Squadra              | Comp                 | Pres       | Reti       | Comp            | Pres            | Reti            | Comp               | Pres               | Reti               | Comp        | Pres        | Reti        | Pres   | Reti   |
| -------------------- | -------------------- | -------------------- | ---------- | ---------- | --------------- | --------------- | --------------- | ------------------ | ------------------ | ------------------ | ----------- | ----------- | ----------- | ------ | ------ |
| 2014                 | Toronto FC           | MLS                  | 25         | 2          | CC              | 2               | 0               | -                  | -                  | -                  | -           | -           | -           | 27     | 2      |
| 2015                 | Toronto FC           | MLS                  | 12         | 0          | CC              | 2               | 0               | -                  | -                  | -                  | -           | -           | -           | 14     | 0      |
| 2016                 | Toronto FC           | MLS                  | 16+6       | 0+1        | CC              | 4               | 0               | -                  | -                  | -                  | -           | -           | -           | 26     | 1      |
| 2017                 | Toronto FC           | MLS                  | 15+4       | 0          | CC              | 0               | 0               | -                  | -                  | -                  | -           | -           | -           | 19     | 0      |
| 2018                 | Toronto FC           | MLS                  | 20         | 3          | CC              | 4               | 0               | CCL                | 4                  | 0                  | CC          | 1           | 0           | 29     | 3      |
| Totale Toronto FC    | Totale Toronto FC    | Totale Toronto FC    | 88+10      | 5+1        |                 | 12              | 0               |                    | 4                  | 0                  |             | 1           | 0           | 115    | 6      |
| 2019                 | FC Cincinnati        | MLS                  | 22         | 0          | USOC            | 2               | 0               | -                  | -                  | -                  | -           | -           | -           | 24     | 0      |
| 2020                 | FC Cincinnati        | MLS                  | 10         | 1          | -               | -               | -               | -                  | -                  | -                  | MiB         | 1           | 0           | 11     | 1      |
| 2021                 | FC Cincinnati        | MLS                  | 24         | 1          | -               | -               | -               | -                  | -                  | -                  | -           | -           | -           | 24     | 1      |
| 2022                 | FC Cincinnati        | MLS                  | 32+2       | 1+0        | USOC            | 2               | 0               | -                  | -                  | -                  | LC          | 0           | 0           | 36     | 1      |
| 2023                 | FC Cincinnati        | MLS                  | 27         | 1          | USOC            | 4               | 0               | -                  | -                  | -                  | LC          | 3           | 0           | 34     | 1      |
| 2024                 | FC Cincinnati        | MLS                  | 10         | 0          | -               | -               | -               | CCC                | 0                  | 0                  | LC          | 0           | 0           | 10     | 0      |
| Totale FC Cincinnati | Totale FC Cincinnati | Totale FC Cincinnati | 125+2      | 4+0        |                 | 8               | 0               |                    | -                  | -                  |             | 4           | 0           | 139    | 4      |
| Totale carriera      | Totale carriera      | Totale carriera      | 225        | 10         |                 | 20              | 0               |                    | 4                  | 0                  |             | 5           | 0           | 254    | 10     |

## Palmarès

### Competizioni nazionali
- Canadian Championship: 2

Toronto: 2016, 2018
- MLS Supporters' Shield: 2

Toronto: 2017
FC Cincinnati: 2023
- Campionato MLS: 1

Toronto: 2017